# 정다영
정다영(1985년 11월 12일 ~ )은 대한민국의 배우이다.

## 학력
- 수원대학교 연극영화학과

## 출연작

### 드라마
- 《드라마시티 - 이웃의 한 젊은이를 위하여》 (KBS2, 2007년) - 최우경 역
- 《못말리는 결혼》 (KBS2, 2007년) - 채수정 역
- 《큰 언니》 (KBS1, 2008년) - 송인애 역
- 《유리의 성》 (SBS, 2008년) - 서예경 역
- 《바람 불어 좋은 날》 (KBS1, 2010년) - 하솔지 역

### 영화
- 《용의주도 미스신》 (2007년) - 한동희 역
- 《생명수》 (2007년)
- 《팔링게네시아》 (2008년) - 시연 역

### 방송
- 《연예스테이션》 (ETN, 2006년)

### 뮤직비디오
- 배틀 - 말해 (2007년)